# Brinkman's Cumulatieve Catalogus van Boeken 1858-2001
Brinkman's Cumulatieve Catalogus van Boeken 1858-2001 is een naslagwerk. De eerste samensteller en uitgever, C.L. Brinkman (10-9-1820 – 29-9-1881) is de naamgever van de catalogus. Hij gaf in 1858 zijn eerste Alphabetische naamlijst van boeken met een Nederlandse herkomst over de jaren 1833 tot en met 1849 uit. 

## Titelbeschrijvingen werden opgenomen van
- De in Nederland en Vlaanderen uitgegeven boeken en de in Nederland verschenen rapporten en eerste afleveringen en themanummers van tijdschriften en elektronische publicaties.
- De buiten Nederland en Vlaanderen uitgegeven Nederlandstalige boeken.
- In Nederland en Vlaanderen uitgegeven bladmuziek.
- In Nederland uitgegeven geografische kaarten.

De beschrijvingen werden alfabetisch geordend op naam van de auteur of op het eerste woord van de titel van de uitgave.  Series werden als zelfstandige eenheid opgenomen. Hieraan werden een afzonderlijke index op instanties en verenigingen en een onderwerpenregister toegevoegd. Deze publicatie verscheen eerst jaarlijks op papier in verschillende afleveringen en daarna als een jaardeel tussen 1858 en 2001, ook werden geruime tijd delen uitgegeven met alle gegevens over vijf jaar. 
De Nederlandse Bibliografie verschijnt nu via Brinkman's Cumulatieve Catalogus op cd-rom tot 2012. De A-lijst en B-lijst van de Nederlandse Bibliografie verschijnen ook online via de webdienst NetUit, die tot 2015 verscheen. Vanaf dat moment zijn de publicaties opgenomen in de Nederlandse bibliografie online. 

## Geschiedenis
In eerste instantie was ‘De Brinkman’ een boekhandelscatalogus en de inhoud was afhankelijk van de lijsten die de boekhandels aanboden. Sommige van hen zagen de catalogus als concurrent van hun eigen verkooplijsten en weigerden hun lijsten over te dragen. In de 20e eeuw werden de boekhandels langzamerhand vervangen door uitgevers, maar zij leverden alleen titels aan die in de normale boekhandel te verkrijgen waren. Toen de bibliografie in 1976 werd opgenomen in de Koninklijke Bibliotheek betrof het aantal opgenomen titels ongeveer 15.000. Sinds 1974 was de acquisitie van nieuwe titels overgenomen door het vrijwillig Depot van Nederlandse Publicaties en het opgenomen aantal publicaties is sindsdien opgelopen tot ongeveer 40.000 titels per jaar.
Omdat er tussen de jaren 1800-1832 een lacune in de bibliografie was ontstaan werd in 1989 de Nederlandse bibliografie, 1800-1832 geproduceerd. In 1978 werd de sinds 1930 verschenen Bibliografie van in Nederland verschenen officiële en semi-officiële uitgaven aan de algemene bibliografie toegevoegd. Tussen 1991 en 1997 werd de Bibliografie van in Nederland verschenen kaarten als appendix toegevoegd.